# Русены (Новоаненский район)
Русены (также Русень; рум. Ruseni) — село в Новоаненском районе Молдавии. Наряду с сёлами Албиница, Берёзки, Новый Гырбовец и Соколены входит в состав города Анений-Ной.

## География
Село расположено на высоте 8 метров над уровнем моря.

## Население
По данным переписи населения 2004 года, в селе Русень проживает 1090 человек (515 мужчин, 575 женщин).
Этнический состав села:
| Национальность | Количество чел. | Процент |
| -------------- | --------------- | ------- |
| молдаване      | 666             | 61,10 % |
| украинцы       | 183             | 16,79 % |
| русские        | 182             | 16,70 % |
| болгары        | 23              | 2,11 %  |
| цыгане         | 12              | 1,10 %  |
| гагаузы        | 7               | 0,64 %  |
| прочие         | 17              | 1,56 %  |
| Всего          | 1090            | 100 %   |